# Trenul Regal al României

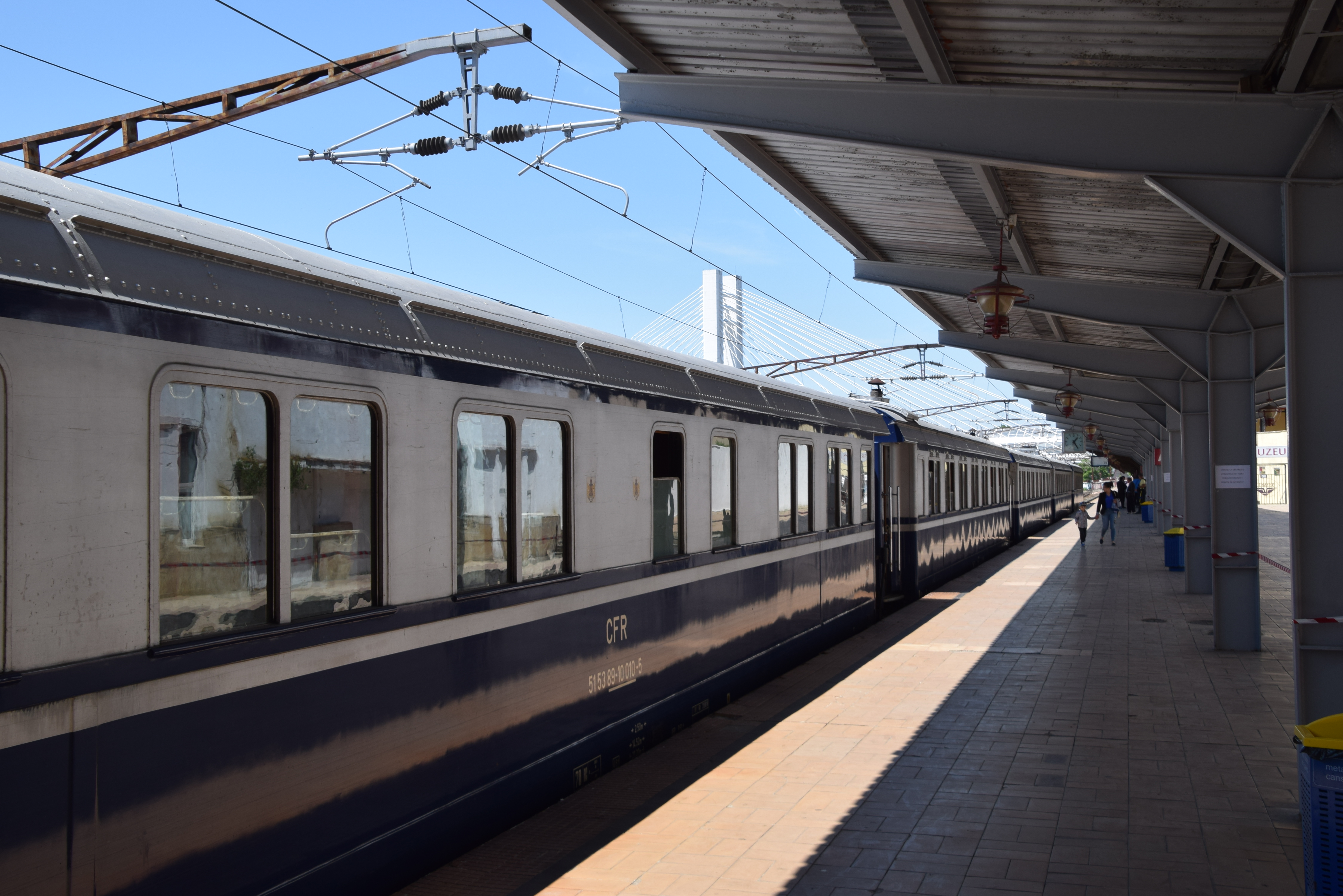
Trenul regal în Gara de Nord la InfraTrans 2017

Trenul Regal al României este o garnitură de tren destinată deplasărilor Familiei Regale a României și invitaților ei români și străini.
Trenul se compune dintr-o locomotivă cu aburi (momentan nefuncțională, aflată în curs de restaurare) și cinci vagoane: Vagonul-Sufragerie, Vagonul-Regelui, Vagonul-Reginei, Vagonul Invitaților și Vagonul Casei Majestății Sale Regelui (personalul).

## Istoric
Trenul Regal al României a fost comandat de Regele Ferdinand I al României în anul 1926 la uzinele Ernesto Breda Construzioni Meccaniche din Milano. Garnitura a fost livrată în 1928, la un an după moartea Regelui Ferdinand; până în 1947 a fost folosit constant de către membrii următori ai Familiei Regale: Regina Maria, Regele Carol al II-lea, Regina mamă Elena, Regele Mihai. În prezent este folosit de către Majestatea Sa Margareta, Custodele Coroanei române.

## Plecarea în exil a Familiei Regale cu Trenul Regal

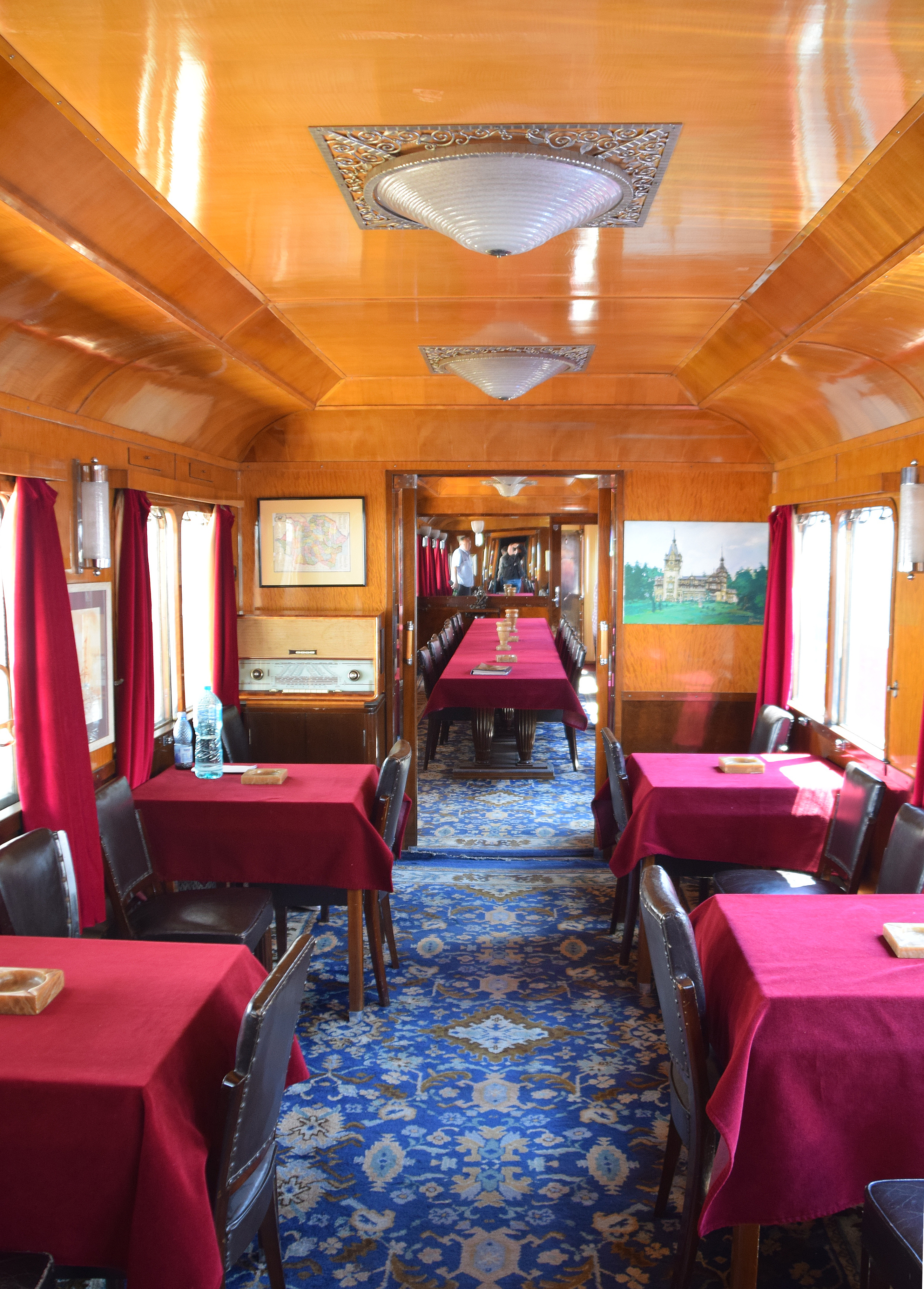
Interioriorul trenului regal în 2017

Pe 3 ianuarie 1948, după Abdicarea regelui Mihai de la 30 decembrie 1947, acesta a fost silit de noile autorități să părăsească România. Plecarea s-a făcut din Gara Regală de la Sinaia, în Trenul Regal, după detaliate și umilitoare controale de valori ce s-au făcut asupra bagajelor, asupra membrilor Familiei Regale și asupra personalului (singurele bunuri de valoare permise au fost patru automobile, proprietatea personală a Regelui, care au fost încărcate pe un vagon separat). Pe peron, Familia Regală și însoțitorii ei au mers la tren printre două șiruri de militari ce fuseseră instruiți să stea cu spatele la Rege, pentru a evita contactul vizual. La plecare, ușile și ferestrele Trenului Regal au fost închise (cu obloane, fără vizibilitate), sub strictă pază militară a autorităților comuniste.
Bill Lawrence, corespondentul ziarului New York Times în România, a dorit să asiste la plecarea Familiei Regale, dar acest lucru nu i-a fost permis de către noile autorități. El a insistat, privind evenimentele de pe o înălțime din apropiere; reportajul său despre eveniment a apărut în presa americană câteva zile mai târziu.
Pistolul care a fost confiscat de către gărzile comuniste aghiotantului regal Jacques Vergotti, la urcarea în tren, nu a mai fost înapoiat.
Trenul a oprit la Săvârșin, apoi a părăsit România pe la Curtici. Garnitura s-a îndreptat către secțiunea Vienei ocupată de armata americană (unde un ofițer american a intrat în vagon, salutând pe fostul rege și pe mama sa, Elena.  și confirmându-le că sunt liberi). Drumul a continuat apoi către Lausanne.

## Utilizarea Trenului Regal în perioada comunistă
În perioada comunistă, Trenul Regal a fost utilizat ocazional de către liderii de atunci, Gheorghe Gheorghiu-Dej (în special) și Nicolae Ceaușescu.

## Trenul Regal, azi

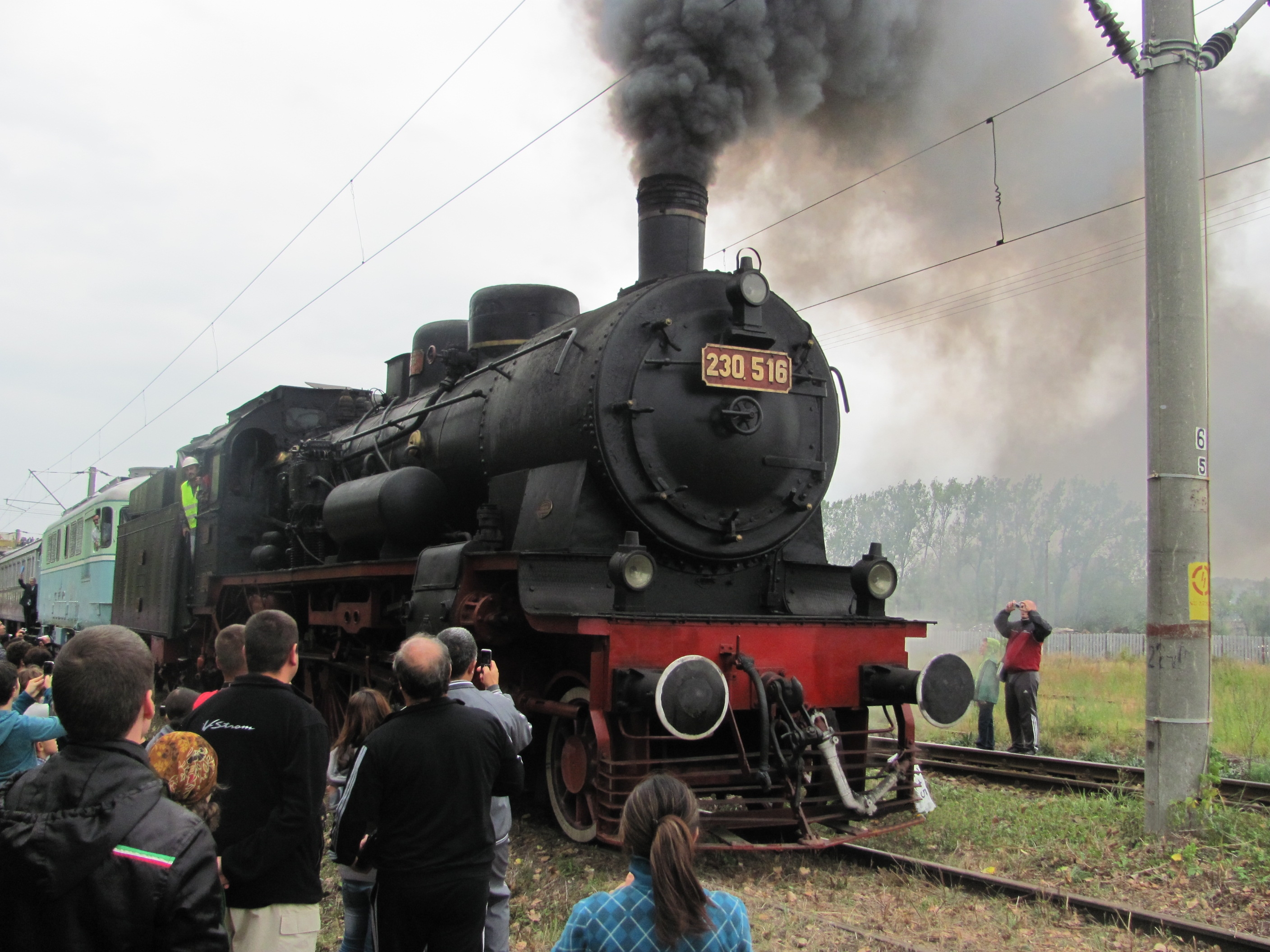
Locomotiva cu abur 230.516 este folosită în prezent pentru tracțiunea trenului regal

Trenul se află în administrarea Societății Feroviare de Turism. S-a aflat într-un proces intens de restaurare și este deschis, ocazional, vizitelor publicului. Locomotiva cu aburi originală se află încă în proces de restaurare, de către o organizație non-guvernamentală de voluntari.
După 2012, plecând din Gara Băneasa, Trenul Regal a fost utilizat periodic de către ASR Principesa Margareta a Românei și de către invitații români și străini ai Familiei Regale pentru efectuarea unor călătorii-simbol, care s-au bucurat de o largă popularitate și participare publică, la opririle în gări:
- 15 octombrie 2012 - călătorie la Alba Iulia, cu prilejul sărbătoririi a 90 de ani de la încoronarea Regilor României Mari, Regele Ferdinand și Regina Maria[2]
- 1 decembrie 2013 - călătorie la Sinaia, Câmpina, Ploiești și București, cu ocazia Zilei Marii Uniri[3]
- 1-2 iunie 2014 - călătorie la Craiova, cu ocazia sărbătoririi zilei orașului [4]
- 1 decembrie 2014 - deplasare la Sinaia, Ploiești-Sud, Buzău, Râmnicu Sărat, Focșani, București-Gara regală Băneasa[5]
- 1 decembrie 2015 - călătorie de al Turnu Severin la București, cu oprire la Craiova [6]
- 1 decembrie 2016 - pe ruta Sinaia, Bușteni, Predeal, Brașov, Codlea, Făgăraș, Avrig și Sibiu [7]
- 15 decembrie 2016 - refacerea simbolică a drumului retragerii Familiei Regale, Guvernului și Parlamentului la Iași în Primul Război Mondial, în timpul ocupației germane[8]
- 11 iulie 2017 - a fost comemorat Centenarul bătăliilor de la Mărășești, Mărăști și Oituz prin cea de a opta călătorie a Trenului Regal. Trenul a oprit în gările Focșani, Mărășești, Adjud și Onești, iar Familia Regală a participat la ceremoniile solemne desfășurate mausoleele din Mărășești și Mărăști, precum și la Cimitirul Militar din Oituz.[9]
- 15 iunie 2018 - Majestatea Sa Margareta și Familia Regală au călătorit cu Trenul Regal în Dobrogea, cu ocazia aniversării 140 de ani de la alipirea regiunii la țara-mamă. Trenul a oprit în gările Fetești, Cernavodă, Medgidia și Constanța, iar la Podul „Regele Carol I” de la Cernavodă a avut loc o sărbătorire solemnă.[10]
- 10 mai 2022 - Majestatea Sa Margareta face o călătorie simbolică de Ziua Regalitatii și Ziua Independenței Naționale. Trenul opreste in garile Ploiești, Buzău, Brăila și Galați.[11]

Trenul este expus, de asemenea, în Gara de Nord cu ocazia unor evenimente precum expozițiile InfraTRANS.
Pe 16 decembrie 2017, Trenul Regal a fost folosit pentru a duce trupul neînsuflețit al Regelui Mihai I din Gara Băneasa la Curtea de Argeș. Trenul a fost tractat de o locomotivă tip GM vopsită în tricolor. Trenul a mers până la Curtea de Argeș, acolo unde sunt înmormântați regii și reginele României.